# Mathanga Mbuleli
Mathanga Mbuleli (* 24. September 1993) ist ein südafrikanischer Leichtathlet, der sich auf den Langstreckenlauf spezialisiert hat.

## Sportliche Laufbahn
Erste Erfahrungen bei internationalen Meisterschaften sammelte Mathanga Mbuleli im Jahr 2022, als er bei den Afrikameisterschaften in Port Louis in 29:40,86 min den siebten Platz im 10.000-Meter-Lauf belegte. Er ist auch als Straßenläufer aktiv und wurde 2019 in 1:02:03 h Zweiter beim Durban-Halbmarathon. 2021 wurde er beim Nelson Mandela Bay Half Marathon in 1:01:26 h Dritter, wie auch bei Roma – Ostia in 1:00:17 h. 
In den Jahren 2021 und 2022 wurde Mbuleli südafrikanischer Meister im 10.000-Meter-Lauf.

## Persönliche Bestzeiten
- 5000 Meter: 13:29,66 min, 28. März 2021 in Stellenbosch
- 10.000 Meter: 28:03,45 min, 26. März 2021 in Durban
- Halbmarathon: 1:01:26 h, 1. Mai 2021 in Port Elizabeth